# Herc
Herc (Hz) (niem. Hertz) – jednostka miary częstotliwości w układzie SI (jednostka pochodna układu SI) i w wielu innych, np. CGS, MKS i MKSA. Definiuje się ją jako liczbę cykli na sekundę:
{\displaystyle \mathrm {1\ Hz={\frac {1}{1\ s}}=1\ s^{-1}} .}
Nazwa jednostki pochodzi od nazwiska niemieckiego fizyka Heinricha Hertza, zajmującego się m.in. badaniem fal elektromagnetycznych.

## Przedrostki SI
Wielokrotności i podwielokrotności jednostki (wyróżniono najczęściej używane):
| Wielokrotności | Wielokrotności | Wielokrotności |  | Podwielokrotności | Podwielokrotności | Podwielokrotności |
| Mnożnik        | Nazwa          | Symbol         |  | Mnożnik           | Nazwa             | Symbol            |
| -------------- | -------------- | -------------- |  | ----------------- | ----------------- | ----------------- |
| 100            | herc           | Hz             |  |                   |                   |                   |
| 101            | dekaherc       | daHz           |  | 10–1              | decyherc          | dHz               |
| 102            | hektoherc      | hHz            |  | 10–2              | centyherc         | cHz               |
| 103            | kiloherc       | kHz            |  | 10–3              | miliherc          | mHz               |
| 106            | megaherc       | MHz            |  | 10–6              | mikroherc         | µHz               |
| 109            | gigaherc       | GHz            |  | 10–9              | nanoherc          | nHz               |
| 1012           | teraherc       | THz            |  | 10–12             | pikoherc          | pHz               |
| 1015           | petaherc       | PHz            |  | 10–15             | femtoherc         | fHz               |
| 1018           | eksaherc       | EHz            |  | 10–18             | attoherc          | aHz               |
| 1021           | zettaherc      | ZHz            |  | 10–21             | zeptoherc         | zHz               |
| 1024           | jottaherc      | YHz            |  | 10–24             | joktoherc         | yHz               |